# Ђула Полгар
Ђула Полгар (мађ. Polgár Gyula; Киштелек, 8. фебруар 1912  — 26. јун 1992) био је фудбалер који је играо за репрезентацију Мађарске.
Играо је за Мађарску у финалу ФИФА Светског првенства 1938. године, пошто се није такмичио ни у једној од ранијих утакмица на турниру.
У време турнира 1938. играо је клупски фудбал за Ференцварош.
После Светског првенства 1938. играо је у пријатељској утакмици за Мађарску против Шкотске 7. децембра 1938. Укупно је одиграо 26 наступа за Мађарску између 1932. и 1942. и постигао два гола.
Касније је радио као тренер у Аустралији.